# Saito, Miyazaki

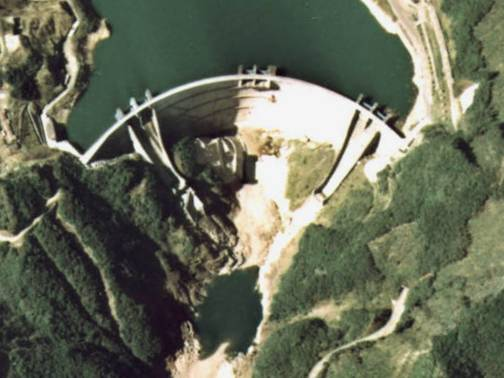
Hitotsuse Dam (1976)

Saito (西都市 Saito-shi) là một thành phố thuộc tỉnh Miyazaki, Nhật Bản.